# Franz Zebinger
Franz Zebinger (* 29. April 1946 in Sankt Peter am Ottersbach / Steiermark) ist ein österreichischer Komponist, Organist und Musikpädagoge.

## Biografie
Franz Zebinger legte im Jahr 1968 die staatliche Lehrbefähigungsprüfung für Orgel ab und erhielt im Jahr 1971 an der Universität für Musik und darstellende Kunst Graz das „Konzertdiplom mit Auszeichnung“ für Orgel. Nach Studien an der Universität für Musik und darstellende Kunst Graz in Kontrapunkt und Tonsatz bei Waldemar Bloch, Cembalo bei Vera Schwarz, Orgel bei Franz Illenberger sowie Klassische Archäologie und Romanistik wurde Zebinger im Jahr 1982 mit der Dissertation „Ikonographie zum Musikleben der Etrusker“ an der Karl-Franzens-Universität in Graz zum Dr. phil. promoviert.
In den Jahren von 1977 bis 2003 war Zebinger Lehrer für Continuopraxis und Generalbass sowohl an der Universität für Musik und darstellende Kunst Graz als auch an der Expositur Oberschützen der Kunstuniversität Graz. Parallel dazu war er von 1994 bis 2005 Bundeslehrer für Generalbaß, historische Tasteninstrumente und Klavierpraxis im Hochschuldienst. Im Jahr 2000 gründete er den Verein „Komponisten und Interpreten im Burgenland“ (KIBu), dessen Präsident er bis zum Jahr 2008 war. Seit dem Jahr 2008 ist er dessen Ehrenpräsident.
Franz Zebinger ist als 2. Vizepräsident Vorstandsmitglied im Steirischen Tonkünstlerbund (STB), er lebt und arbeitet in Kumberg/Steiermark.

„Meiner pluralistischen Grundhaltung entspricht ein ebenso weit gefaßter Musikbegriff. Ich nehme zeitgenössische Kompositionstechniken auf und forme sie je nach den Erfordernissen des entstehenden Werkes um, andererseits beziehe ich starke Inspirationen aus der Musikgeschichte: Hier finde ich formale, handwerkliche, vor allem aber atmosphärische Anregung. Aus meiner Tätigkeit als Solist und Kammermusiker resultiert eine positive Einstellung zu den Ausführenden und ihren Instrumenten. Man könnte sagen, daß ich mich bemühe, instrumenten- und instrumentalistengerecht zu schreiben, trotzdem aber meine Klangideale zu realisieren.“

## Auszeichnungen
- 2004: Kulturpreis des Amts der Burgenländischen Landesregierung
- 2007: Bundesehrenzeichen der Republik Österreich für besondere Verdienste um die Kulturarbeit[3]
- 2009: Theodor Kery Preis der Burgenlandstiftung[2]

## Werke (Auswahl)

### Ensemblemusik
- Veränderungen über ein Winterlied – Duo für Klavier vierhändig (1982)[4]
- Variationen über den Irdninger Nacheinand – Duo für Blockflöte und Klavier (oder Cembalo) (1983–1988/1991)[4]
- Divertimento – Duo für zwei Cembali (1984)[4]
- Eine Kellerpartie – Trio für zwei Fagotte und Klavier (1984)[4]
- Kreisen um G – Duo für Klavier und Violine (1984)[4]
- Kairoi – Duo für Perkussion und Klavier (oder Orgel) (1985)[4]
- Variationen über ein eigenes Thema – Duo für Fagott und Klavier (1985)[4]
- Le Jour de Gloire – Trio für Flöte, Violine und Viola (1986)[4]
- Kasperl bei den Leuwutschen – Duo für Perkussion und Tasteninstrument mit Solostimme nach Texten von Franz Graf (1986)[4]
- Das Köhlerweib ist trunken – Trio für Blockflöte, Basstuba und Klavier mit Solostimme Alt nach Texten von Gottfried Keller (1987)[4]
- Gemischte Lieder – Trio für Fagott, Basstuba und Klavier mit Solostimmen Sopran, Tenor und Bass (1988)[4]
- Passacaglia – Trio für Klarinette, Perkussion und Orgel (1988)[4]
- BLFLK – Duo für Blockflöte und Klavier (1989)[4]
- Nacheinand-Rondel für Streichsextett – Besetzung: zwei Violinen, zwei Violen und zwei Violoncelli (1990)[4]
- Ende in Sicht – Märchen für Flöte, Cello, Klavier (Cembalo) und Metronom (1992)[4]
- Des Mondes rote Rute – Vier Lieder nach Christine Lavant für Klavier und Flöte mit Solostimme Mezzosopran (1992)[4]
- Zwei Quertreibereien – Duo für Quartfagott und Klavier (1994)[4]
- Dioscordia – Fünf Quacksalbereien für Flöte, Oboe, Tenorsaxophon und Sprecher (1995)[4]
- Machines – Trio für Klarinette, Violoncello und Klavier (1996)[4]
- Wiegenlied – für meinen Enkel Oskar, Duo für Fagott und Cembalo mit Solostimme Tenor (1998)[4]
- Bassa-Caglia per tre strumenti bassi – Trio für Fagott, Violoncello, Kontrabass (2000)[4]
- Dschila – Trio für Klavier (2001)[4]
- Woody Woodpecker – Duo für Xylophon und Klavier (2002)[4]
- Vier Meditationen – Duo für Bratsche und Orgel (2003)[4]
- Ungarische Suite – 4 Sätze für Klarinette, Fagott, Trommeln, Klavier (2004)[4]
- Chanukka – Trio für Sopranblockflöte, Altblockflöte und Gitarre (2005)[4]
- Tango para dos – Duo für Akkordeon und Klavier (2005)[4]
- Hm, Hm, Hm – kleine Chaconne für Altsaxophon und Klavier nach einem Thema von Wolfgang Amadeus Mozart (2006)[4]
- Auf sanften Pfoten – Duo für Xylophon und Klavier (2007)[4]
- Da droben auf dem Berge – Duo für hohe Stimme und Orgel (2007)[4]
- Weihnachtsfantasie – Duo für Flöte und Klavier (2007)[4]
- Maria et Elisabeth – per vocem et organnum, Duo für mittlere Stimme und Orgel (2007)[4]
- Einem iz doch zeyer gut – Duo für 2 Violoncelli (2010)[4]

### Solomusik
- Wie das Galgenkind eine Woche lang das Laternenlied spielt – Solo für Klavier (1985)[4]
- Traumstücke – Solo für Cembalo (1986)[4]
- Un saison en enfer – Solo für Klavier und hohe Stimme nach Texten von Arthur Rimbaud (1986)[4]
- Zwei Marienlegenden – Solo für Tasteninstrument und tiefe Stimme (1986)[4]
- Toccata, Meditation, Finale – Solo für Orgel (1986)[4]
- Sequentiae – Solo für Orgel (1987)[4]
- ZIK-ZAK-ZEK – Solo für Blockflöte (1987)[4]
- Vier Mobili – Solo für Perkussion (1988)[4]
- Kreismeditation – Solo für Orgel (1989)[4]
- Pannonian Ragtime – Solo für Klavier (1990)[4]
- Variationen über ein Fux’sches Menuett – Solo für Cembalo (1992)[4]
- Eremoi – Solo für Flöte (1993)[4]
- ‘s Monotonerl – Solo für Steirische Harmonika (1994)[4]
- Fagottawa – A little Canadian story, Solo für Fagott (1995)[4]
- Ninna-Nanna per la piccola Anna – der kleinen Anna Kreuzer zur Taufe, Solo für Klavier (2000)[4]
- Klezmermonolog – Solo für Bassetthorn (2001)[4]
- Litanija – Solo für Orgel (2003)[4]
- Maria ging übers Gebirge – vier Choralvorspiele „in modo antico“ für Orgel über burgenländische Adventlieder (2005)[4]

### Vokalmusik
- Da pacem, domine – für dreistimmigen Frauenchor (1983)[4]
- Anrufung des Mithras – für Männerchor (1990)[4]
- Sankt Ziegenzack, Die Schwalbenhode – für gemischten Chor nach Texten von Hans Arp (1990)[4]
- Ecce quomodo moritur justus – Vokalquartett für vier Singstimmen (1995)[4]
- Victimae Paschali Laudes – für zwölfstimmigen gemischten Chor (1997)[4]
- Der Tod – für sechzehnstimmigen gemischten Chor (1999)[4]
- Um Mitternacht – für achtstimmigen gemischten Chor (2001)[4]
- Mögest du nie … – altirischer Segensspruch für vierstimmigen gemischten Chor (2002)[4]
- Lied des Weinbauern – für vierstimmigen gemischten Chor nach Texten von Gerhard Altmann (2003)[4]
- Bella Mirella! – Canzonetta amorosa per Coro für vierstimmigen gemischten Chor (2005)[4]
- Nutzlos ist der Datenschutz – für gemischten Chor nach Texten von F. W. Bernstein (2006)[4]
- Wach ich frühmorgens auf – Fantasie für vierstimmig gemischten Chor und Orgel (2007)[4]